# Белокръстна чинка-канарче
Белокръстна чинка-канарче (Crithagra leucopygia) е вид птица от семейство Чинкови (Fringillidae).

## Разпространение
Видът е разпространен в Бенин, Буркина Фасо, Гамбия, Гана, Еритрея, Етиопия, Камерун, Демократична република Конго, Мали, Мавритания, Нигер, Нигерия, Сенегал, Судан, Уганда, Централноафриканската република, Чад и Южен Судан.